# جزیره رنل
جزیره رنل (انگلیسی: Rennell Island) در واقع جزیره اصلی از دو جزیره مسکونی تشکیل دهنده استان رنل و بلونا در کشور جزایر سلیمان هستند. جزیره رنل 660 کیلومتر مربع مساحت دارد. طول این جزیره نزدیک به 80 کیلومتر و پهنای آن نزدیک به 14 کیلومتر است.